# Łukowa (gromada w powiecie biłgorajskim)
Łukowa – dawna gromada, czyli najmniejsza jednostka podziału terytorialnego Polskiej Rzeczypospolitej Ludowej w latach 1954–1972.
Gromady, z gromadzkimi radami narodowymi (GRN) jako organami władzy najniższego stopnia na wsi, funkcjonowały od reformy reorganizującej administrację wiejską przeprowadzonej jesienią 1954 do momentu ich zniesienia z dniem 1 stycznia 1973, tym samym wypierając organizację gminną w latach 1954–1972.
Gromadę Łukowa z siedzibą GRN w Łukowej utworzono – jako jedną z 8759 gromad na obszarze Polski – w powiecie biłgorajskim w woj. lubelskim na mocy uchwały nr 6 WRN w Lublinie z dnia 5 października 1954. W skład jednostki weszły obszary dotychczasowych gromad Łukowa I, Łukowa II, Łukowa III, Łukowa IV i Osuchy ze zniesionej gminy Łukowa w tymże powiecie. Dla gromady ustalono 27 członków gromadzkiej rady narodowej.
1 stycznia 1960 do gromady Łukowa włączono obszar zniesionej gromady Chmielek oraz wsie Borowiec Główny, Błonie i Kozaki oraz wieś i leśniczówkę Głuchy ze zniesionej gromady Zamch w tymże powiecie.
Gromada przetrwała do końca 1972 roku, czyli do kolejnej reformy gminnej. 1 stycznia 1973 w powiecie biłgorajskim reaktywowano gminę Łukowa.